# 林恩 (阿拉巴马州)
林恩（英文：Lynn），是美国阿拉巴马州下属的一座城市。面积约为10.65平方英里（约合27.58平方公里）。根据2010年美国人口普查，该市有人口659人，人口密度为61.88/平方英里（约合23.89/平方公里）。